# Fazekas Magdolna
Fazekas Magdolna (Kispest, 1933. március 4. –) Munkácsy Mihály-díjas magyar festőművész.

## Élete
Tanulmányait 1952-1958 között, a Magyar Képzőművészeti Főiskolán folytatta.
Mesterei, Bencze László, Fónyi Géza. 1958 óta Szolnokon él, a Művésztelep alkotója. Férjével, Meggyes László (1928–2003) festőművésszel együtt alapító tagja volt a Mezőtúri Alkotótelepnek is. Inspiratív eleme a táj, képei olykor a látvány és látomás határán jönnek létre, impresszionisztikus hangulatot árasztanak. Fazekas Magdolna nagyszerű kolorista és főiskolás korától figyelemre méltóan invenciózus, érzékeny arcképfestő.

## Kiállítások

### Egyéni kiállítások
- 1961, 1966, Budapest
- 1979, Szolnoki Galéria
- 1981, Helyőrségi Művelődési Ház, Szolnok
- 1982, Városi Kórház, Cegléd
- 1983, Művelődési Központ, Törökszentmiklós
- 1985, Hatvani Galéria, Hatvan
- 1987, Szolnoki Művelődési Központ
- 1993, Szolnoki Galéria
- 2005, Simontornya, Vármúzeum
- 2008, Szolnoki Galéria

### Csoportos kiállítások
- Szolnoki művésztelep kiállításai
- 1961, Műcsarnok, Budapest
- 1966, 1985, 1987 Magyar Nemzeti Galéria, Budapest
- 1974, Szentendre
- 1977, Festészet 1977, Műcsarnok, Budapest
- 1980, Rajzkiállítás, Magyar Nemzeti Galéria, Budapest
- 1982, 1984, 1986, 1988 I-IV. Országos Rajzbiennálé, Nógrádi Sándor Múzeum, Salgótarján
- 1988, Tavaszi Tárlat, Magyar Képzőművészek és Iparművészek Szövetsége, Műcsarnok, Budapest
- 1992, Magyar Vízfestők kiállításai, Hatvan, Hódmezővásárhely, Csók Galéria, Budapest, 90 éves a Szolnoki Művésztelep, Szolnoki Galéria
- 1994, Tavaszi Tárlat, Petőfi Csarnok, 41. Országos Akvarell Biennálé, Tábornokház, Eger, 41. Vásárhelyi Őszi Tárlat, Tornyai János Múzeum, Hódmezővásárhely

### Köztéri művei
- Irinyi János (portré, Debrecen, Hajdú-Bihar vármegyei megyeháza tanácsterme).

### Művek közgyűjteményekben
- Damjanich János Múzeum, Szolnok, Dunaszerdahely, Sárospataki Képtár, Mezőtúr város gyűjtemény

## Díjak
- 1975: Szolnoki Festészeti Triennálé I. díja
- 1977: Szolnok megye Művészeti-díja
- 1982: Országos Tájképfestészeti Biennálék díjai, Hatvan
- 1984: IV. Szolnoki Festészeti Triennálé különdíja
- 1987: Mezőtúri Képzőművészeti Alkotótábor művészeti díja
- 1988 és 1989: Szolnoki Téli Tárlat díjai
- 1993: Ezüst Pelikán-díj, VII. Szolnoki Képzőművészeti Triennálé
- 1994: 41. Vásárhelyi Őzi Tárlat, Képző- és Iparművészeti Lektorátus Díja, Hódmezővásárhely
- 1994: Téli Tárlat, Szolnok Város Díja, Szolnok
- 1994: XI. Országos Tájfestészeti Biennálé, Bronzdiploma, Hatvan
- 1996: 43. Vásárhelyi Őszi Tárlat, Munkajutalom, Hódmezővásárhely
- 1997: 44. Vásárhelyi Őszi Tárlat díja, Hódmezővásárhely
- 1998: Jász-Nagykun-Szolnok Megyéért Díj
- 1998: Szolnok Megyei Téli Tárlat, a Szolnoki Művésztelepért Alapítvány díja
- 1998: Országos Tájfestészeti Biennálé, Diploma, Hatvan
- 2002: 49. Vásárhelyi Őszi Tárlat-Díj, Hódmezővásárhely
- 2013: Magyar Arany Érdemkereszt
- 2020: Munkácsy Mihály-díj[1]